# Селетінська сільська адміністрація
Селеті́нська сільська адміністрація (каз. Сілеті ауылдық әкімдігі, рос. Селетинская сельская администрация) — адміністративна одиниця у складі Єрейментауського району Акмолинської області Казахстану. Адміністративний центр — село Селетінське.
Населення — 820 осіб (2021; 998 у 2009, 2081 у 1999, 4502 у 1989).
Станом на 1989 рік існували Ізобільненська сільська рада (села Восточне, Жалин, Ізобільне) та Селетінська сільська рада (села Кійкпай, Селетінське, Таскура) колишнього Селетінського району. 1993 року утворено Ізобільненський сільський округ (села Восточне, Жалин, Ізобільне) та Селетінський сільський округ (села Кійкбай, Селетінське, Таскара). Села Восточне, Кійкбай та Таскара ліквідовано 2001 року. 2013 року до складу округу було включено 1002,03 км² Ізобільненської сільської адміністрації разом з колишнім селом Восточне після того, як Ізобільненська сільська адміністрація була передана до складу Степногорської міської ради.

## Склад
До складу адміністрації входять такі населені пункти:
| Населений пункт   | Колишні назви | Населення, осіб (1989) | Населення, осіб (1999) | Населення, осіб (2009) | Населення, осіб (2021) |
| ----------------- | ------------- | ---------------------- | ---------------------- | ---------------------- | ---------------------- |
| Восточне, село    | -             | 102                    | 0                      | -                      | -                      |
| Селетінське, село | -             | 3864                   | 2081                   | 998                    | 820                    |
| Кійкбай           | Кійкпай       | 368                    | 0                      | -                      | -                      |
| Таскара           | Таскура       | 163                    | 0                      | -                      | -                      |